# Lewis Enoh
Lewis Enoh (n. 23 octombrie 1992, Bamenda, Camerun) este un fotbalist camerunez liber de contract, care joacă pe post de atacant.